# Magdalena Różańska
Magdalena Różańska (ur. 23 kwietnia 1984 w Biłgoraju) – polska aktorka.

## Życiorys
Po maturze studiowała przez dwa lata filologię rosyjską na Uniwersytecie Warszawskim. W 2011 roku ukończyła studia na Wydziale Aktorskim wrocławskiej filii Akademii Sztuk Teatralnych im. Stanisława Wyspiańskiego w Krakowie. Na dużym ekranie debiutowała w 2012 roku rolą Magdy w filmie "Dziewczyna z szafy " w reż. Bodo Koxa. Popularność przyniosła jej rola Jagody Wolskiej w serialu Na Wspólnej, gdzie grała w latach 2012–2014. W latach 2012–2014 występowała gościnnie w Teatrze Capitol  we Wrocławiu. Od 2016 roku występuje gościnnie w Teatr im. Juliusza Osterwy w Lublinie. Ma w swoim dorobku udział w produkcji rosyjskiej "Wilcze słońce " w reż. Siergieja Ginzburga.

## Filmografia
- 2003: Jolka, Jolka (etiuda szkolna) – koleżanka
- 2007: Plebania – prostytutka (odc. 931)
- 2008: Tylko miłość – tancerka w szkole tańca
- 2011: Głęboka woda – dziewczyna w pubie (odc. 11)
- 2012: Świnia (etiuda szkolna) – Sveta
- 2012: Dziewczyna z szafy – Magda
- 2012: Sztorm (etiuda szkolna) – Kasia
- 2013–2016: Na Wspólnej – Jagoda Wolska
- 2013: Stacja Warszawa (film) – dziewczyna z różańcem w przejściu
- 2013: Kruk (etiuda szkolna) – Magda
- 2013: Komisarz Alex – Malwina Sobieraj (odc. 34)
- 2013: Gniazdo (etiuda szkolna) – autostopowiczka
- 2013: Field study – Ewa
- 2014: Ojciec Mateusz – Julita Sławkowska, żona Jarka (odc. 146)
- 2015: Uwikłani – komisarz Iwona Wysocka (odc. pt. Maciej. Podwójny wyrok)
- 2015: Skazane – Natalia Małecka, żona Norberta (odc. 9-13)
- 2015: O mnie się nie martw – Iwona Makowska (odc. 29)
- 2015: Na dobre i na złe – Renata Pawłowska (odc. 621)
- 2015: Multifrenia (etiuda szkolna) – zakonnica
- 2015: Miranda – Miranda
- 2015: Dawno temu na Śląsku (etiuda szkolna) – macocha
- 2016: Singielka – Agnieszka
- 2016: Królowa śniegu i inne historie – Maria
- 2016: Feinweinblein (spektakl telewizyjny) – nauczycielka
- 2016: Bodo – Elna Gistedt (odc. 6-7)
- 2017: Wołcze słonce – kobieta
- 2018-2020: Pierwsza miłość – Małgorzata Saniewska
- 2018: Ślad (serial telewizyjny) – Nelly Kisielewska, żona Adama (odc. 21)
- 2018: Plan B – pracownica agencji reklamowej
- 2018: Druga szansa (polski serial telewizyjny) – samotna matka (odc. 5)
- 2019: Komisarz Alex – Judyta Tkacz (odc. 151)
- 2019: Pół wieku poezji później – Triss Merigold
- 2020: Czarny młyn – Wiola